# Gahnia
Gahnia är ett släkte av halvgräs. Gahnia ingår i familjen halvgräs.

## Bildgalleri

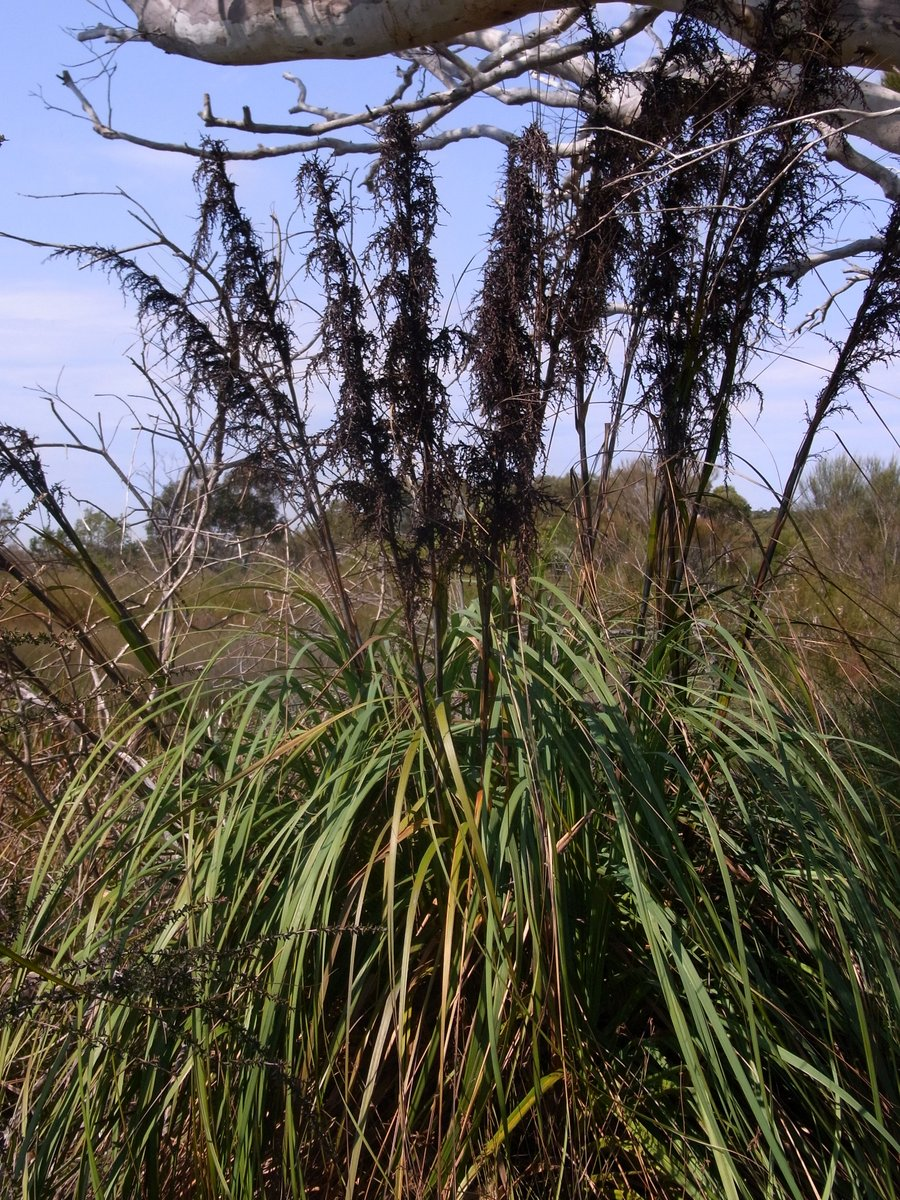
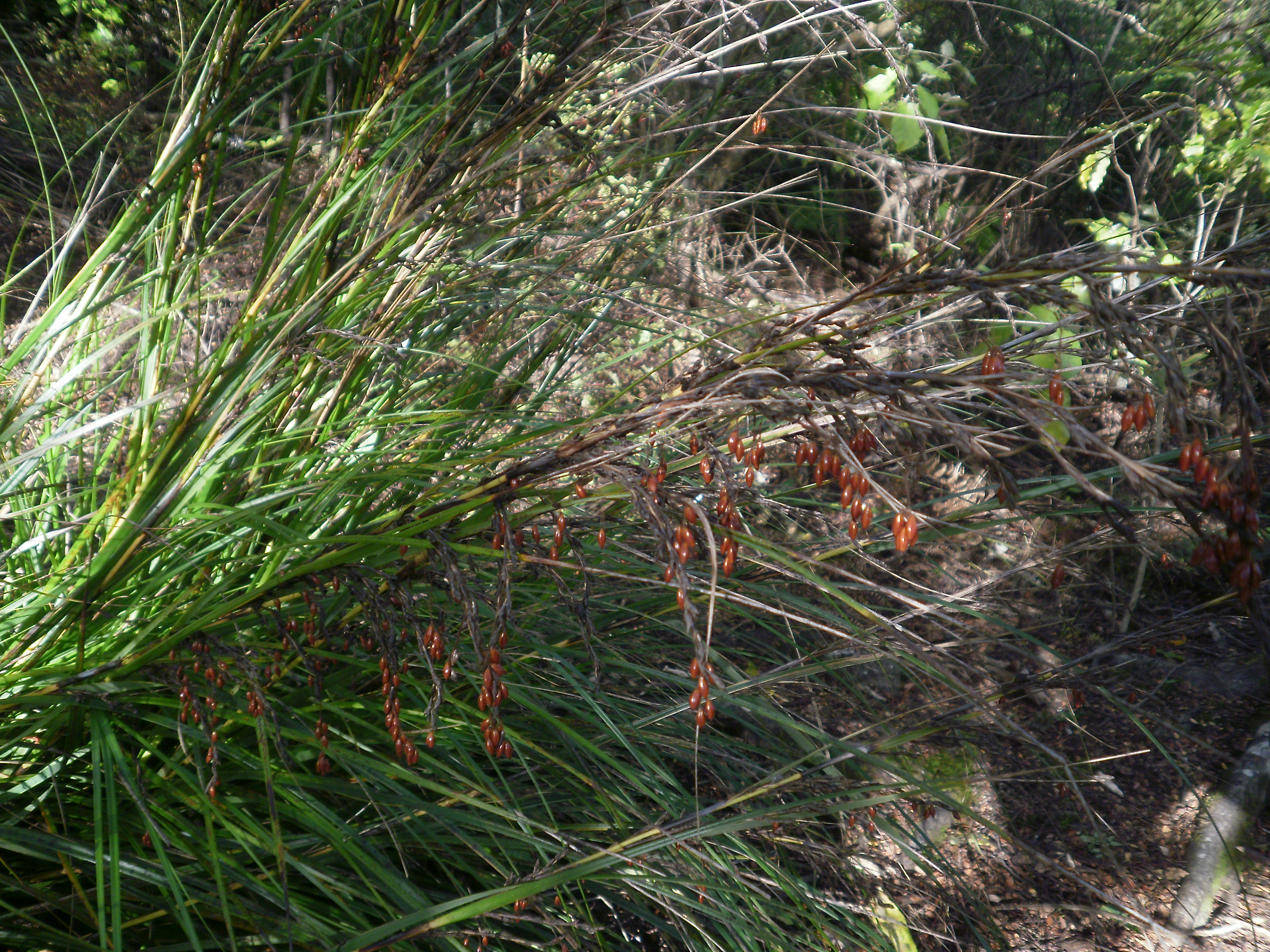
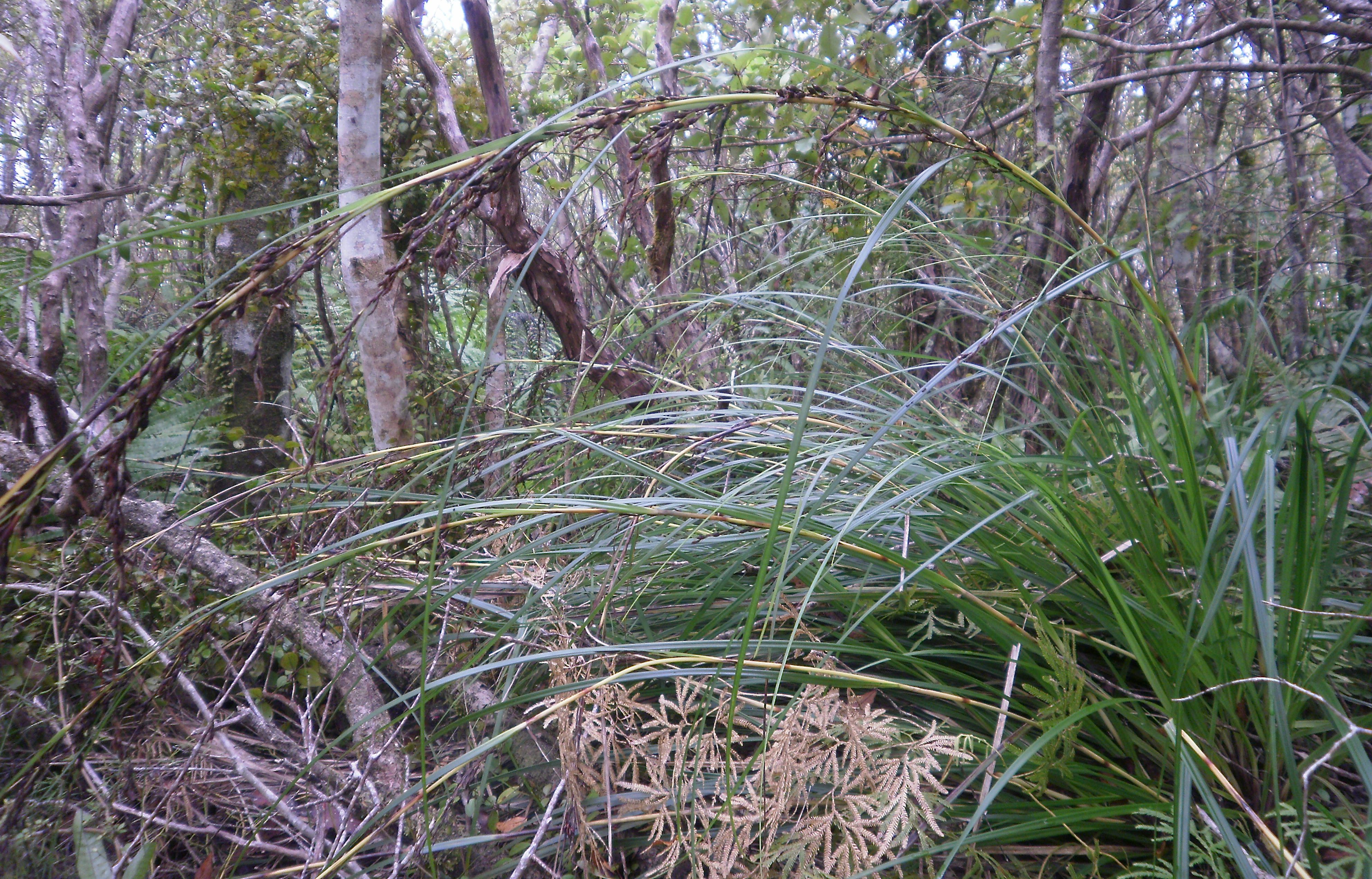
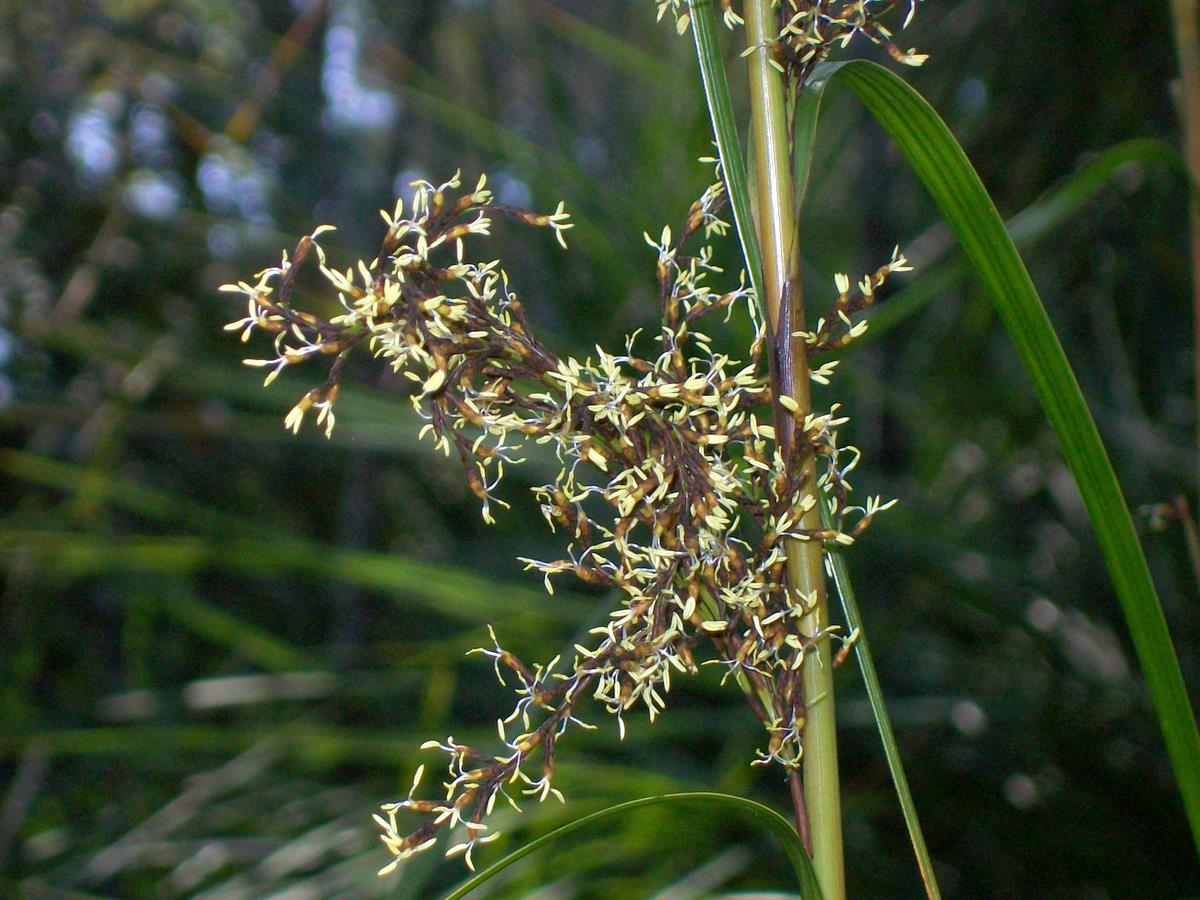
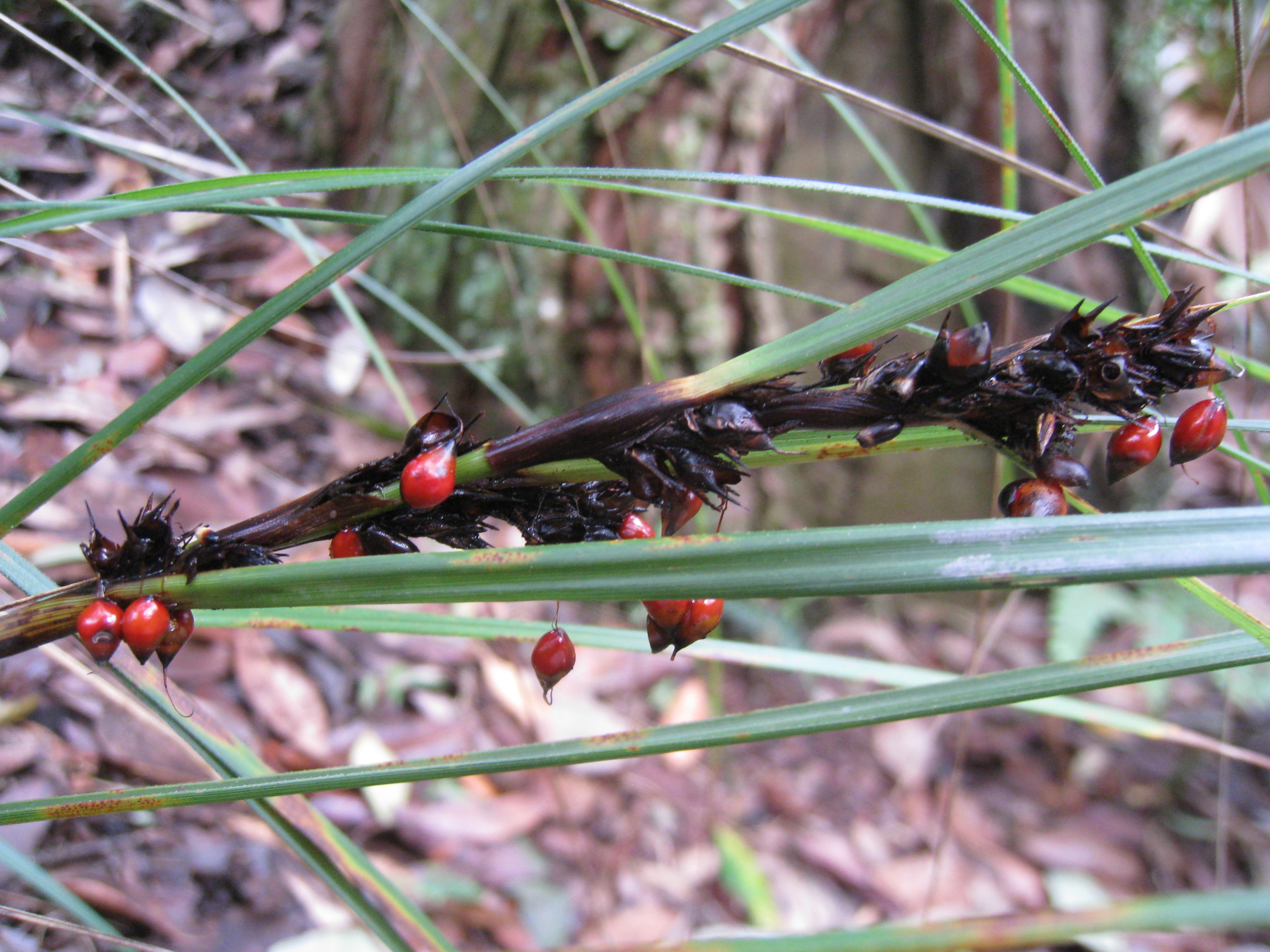
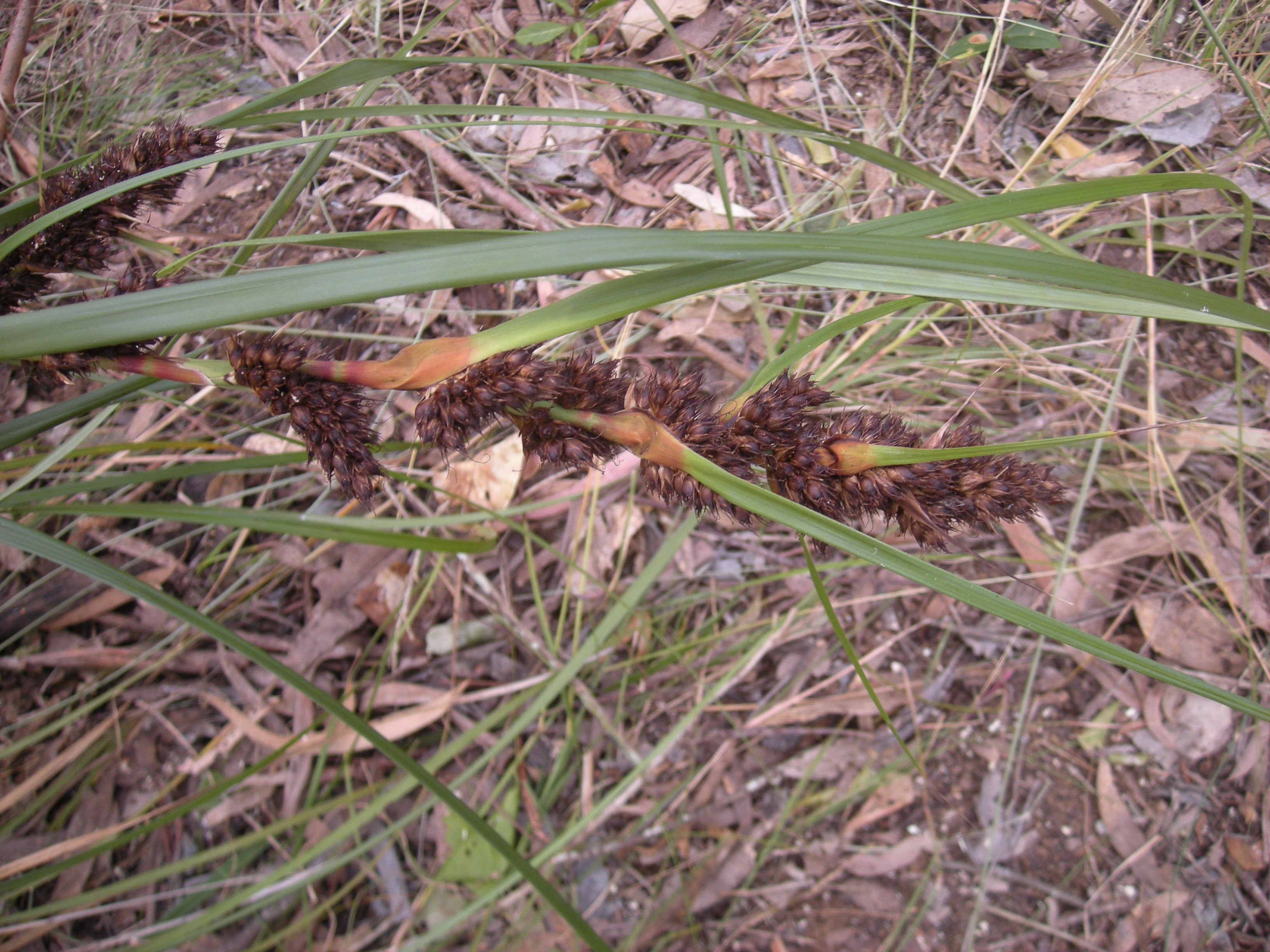

## Dottertaxa tillGahnia, i alfabetisk ordning[1]
- Gahnia ancistrophylla
- Gahnia aristata
- Gahnia aspera
- Gahnia australis
- Gahnia baniensis
- Gahnia beecheyi
- Gahnia decomposita
- Gahnia deusta
- Gahnia drummondii
- Gahnia erythrocarpa
- Gahnia filifolia
- Gahnia filum
- Gahnia graminifolia
- Gahnia grandis
- Gahnia howeana
- Gahnia hystrix
- Gahnia insignis
- Gahnia javanica
- Gahnia lacera
- Gahnia lanaiensis
- Gahnia lanigera
- Gahnia marquisensis
- Gahnia melanocarpa
- Gahnia microcarpa
- Gahnia microstachya
- Gahnia novocaledonensis
- Gahnia pauciflora
- Gahnia procera
- Gahnia radula
- Gahnia rigida
- Gahnia schoenoides
- Gahnia sclerioides
- Gahnia setifolia
- Gahnia sieberiana
- Gahnia sinuosa
- Gahnia subaequiglumis
- Gahnia trifida
- Gahnia tristis
- Gahnia vitiensis
- Gahnia xanthocarpa